# Llista de l'art rupestre de l'Arc Mediterrani a Múrcia
Llista d'abrics i coves de Múrcia inclosos per la UNESCO en l'art rupestre de l'arc mediterrani de la península Ibèrica declarat Patrimoni de la Humanitat. Els estils rupestres dominants són l'art esquemàtic i l'art llevantí. Tots els jaciments estan declarats béns d'interès cultural i se n'indica el seu codi així com el número d'identificació com a Patrimoni de la Humanitat.
| Monument                                                 | Tipus                                                                                      | Localització                | Coordenades                                          | Codi?               | Imatge |
| -------------------------------------------------------- | ------------------------------------------------------------------------------------------ | --------------------------- | ---------------------------------------------------- | ------------------- | --- |
| Abrics del Pozo I i II                                   | PH 874-431 Esquemàtic, 28 figures: antropomorfes i quadrúpedes                             | Calasparra                  | 38° 14′ 17″ N, 1° 36′ 45″ O / 38.237944°N,1.612528°O | RI-51-0009598-00002 | Carregueu una nova foto d'aquest monument                                                                        |
| Abric del Pozo III                                       | PH 874-432 Esquemàtic, 2 figures: ramiformes                                               | Calasparra                  | 38° 14′ 17″ N, 1° 36′ 45″ O / 38.237944°N,1.612528°O | RI-51-0009598-00001 | Carregueu una nova foto d'aquest monument                                                                        |
| Cova de la Higuera                                       | PH 874-433 Esquemàtic, 1 figura: antropomorf                                               | Cartagena Isla Plana        | 37° 34′ 55″ N, 1° 12′ 08″ O / 37.581806°N,1.202167°O | RI-51-0008809       | Carregueu una nova foto d'aquest monument                                                                        |
| Cova de las Conchas                                      | PH 874-434 Llevantí, 5 figures: caça, quadrúpede i antropomorf                             | Cehegín Peña Rubia          | 38° 05′ 29″ N, 1° 48′ 23″ O / 38.091417°N,1.806306°O | RI-51-0009599       | Carregueu una nova foto d'aquest monument                                                                        |
| Cova de las Palomas                                      | PH 874-435 Llevantí, 12 figures: caça, quadrúpede i antropomorf                            | Cehegín Peña Rubia          | 38° 05′ 29″ N, 1° 48′ 27″ O / 38.091389°N,1.807444°O | RI-51-0009600       | Carregueu una nova foto d'aquest monument                                                                        |
| Cova del Humo                                            | PH 874-436 Llevantí, 6 figures: caça, quadrúpede i antropomorf                             | Cehegín Peña Rubia          | 38° 05′ 29″ N, 1° 48′ 23″ O / 38.091333°N,1.806417°O | RI-51-0009601       | Carregueu una nova foto d'aquest monument                                                                        |
| Abric de Las Enredaderas                                 | PH 874-437 Esquemàtic, 13 figures: oculats, signes                                         | Cieza Los Almadenes         | 38° 14′ 19″ N, 1° 33′ 45″ O / 38.238583°N,1.562472°O | RI-51-0009602       | Carregueu una nova foto d'aquest monument                                                                        |
| Abric del Paso                                           | PH 874-438 Esquemàtic, 15 figures: antropomorfes                                           | Cieza                       | 38° 14′ 38″ N, 1° 34′ 16″ O / 38.243972°N,1.571222°O | RI-51-0009603       | Carregueu una nova foto d'aquest monument                                                                        |
| Los Grajos I                                             | PH 874-439 Esquemàtic, 49 figures: antropomorfes i quadrúpedes                             | Cieza                       | 38° 15′ 46″ N, 1° 22′ 44″ O / 38.262889°N,1.379000°O | RI-51-0009610-00001 | Carregueu una nova foto d'aquest monument                                                                        |
| Abric de la Ventana II                                   | PH 874-440 Llevantí, 1 figura: quadrúpede                                                  | Moratalla Calar de la Santa | 38° 10′ 48″ N, 2° 10′ 28″ O / 38.179917°N,2.174500°O | RI-51-0009622-00002 | Carregueu una nova foto d'aquest monument                                                                        |
| Los Grajos II                                            | PH 874-441 Esquemàtic, 20 figures: antropomorfes, quadrúpedes                              | Cieza                       | 38° 15′ 46″ N, 1° 22′ 44″ O / 38.262889°N,1.379000°O | RI-51-0009610-00002 | Carregueu una nova foto d'aquest monument                                                                        |
| Los Grajos III                                           | PH 874-442 Llevantí, 5 figures: antropomorfes, quadrúpedes                                 | Cieza                       | 38° 15′ 46″ N, 1° 22′ 44″ O / 38.262889°N,1.379000°O | RI-51-0009610-00003 | Carregueu una nova foto d'aquest monument                                                                        |
| Arco I                                                   | PH 874-443                                                                                 | Cieza Los Losares           | 38° 14′ 20″ N, 1° 34′ 35″ O / 38.238778°N,1.576500°O | RI-51-0009604-00001 | Carregueu una nova foto d'aquest monument                                                                        |
| Arco II                                                  | PH 874-444                                                                                 | Cieza Los Losares           | 38° 14′ 20″ N, 1° 34′ 35″ O / 38.238778°N,1.576500°O | RI-51-0009604-00002 | Carregueu una nova foto d'aquest monument                                                                        |
| Cova de San Jorge                                        | PH 874-445                                                                                 | Cieza                       | 38° 13′ 55″ N, 1° 34′ 21″ O / 38.231833°N,1.572444°O | RI-51-0009605       | Carregueu una nova foto d'aquest monument                                                                        |
| Cova de Las Cabras                                       | PH 874-446                                                                                 | Cieza                       | 38° 14′ 00″ N, 1° 34′ 14″ O / 38.233333°N,1.570444°O | RI-51-0009606       | Carregueu una nova foto d'aquest monument                                                                        |
| Cova de Los Pucheros                                     | PH 874-447 Llevantí, 3 figures: caprí, traç, plurilobulats                                 | Cieza Los Losares           | 38° 13′ 36″ N, 1° 34′ 32″ O / 38.226778°N,1.575667°O | RI-51-0009607       | Carregueu una nova foto d'aquest monument                                                                        |
| Cova-avenc de la Serreta                                 | PH 874-448 Esquemàtic, 46 figures: antropomorfes i zoomorfes, signes                       | Cieza Los Almadenes         | 38° 14′ 23″ N, 1° 33′ 52″ O / 38.239833°N,1.564556°O | RI-51-0009608       | Carregueu una nova foto d'aquest monument                                                                        |
| El Laberinto                                             | PH 874-449 Esquemàtic, 3 figures: oculats, quadrúpedes, ramiformes                         | Cieza                       | 38° 14′ 29″ N, 1° 34′ 07″ O / 38.241250°N,1.568611°O | RI-51-0009609       | Carregueu una nova foto d'aquest monument                                                                        |
| Los Rumíes                                               | PH 874-450 Esquemàtic, 4 figures: plurilobulats                                            | Cieza                       | 38° 14′ 37″ N, 1° 34′ 17″ O / 38.243667°N,1.571306°O | RI-51-0009611       | Carregueu una nova foto d'aquest monument                                                                        |
| Abric del Molino de Bagil, o abric de la Rambla de Lucas | PH 874-451 Llevantí, 4 figures: femenines, quadrúpede                                      | Moratalla                   | 38° 14′ 45″ N, 2° 04′ 19″ O / 38.245861°N,2.072056°O | RI-51-0012305       | Carregueu una nova foto d'aquest monument                                                                        |
| Abric del Buen Aire I                                    | PH 874-452 Llevantí i esquemàtic, 56 figures: punts, plurilobulats, antropomorfs, zoomorfs | Jumella                     | 38° 32′ 45″ N, 1° 18′ 55″ O / 38.545889°N,1.315333°O | RI-51-0009612-00001 | Carregueu una nova foto d'aquest monument                                                                        |
| Abric del Buen Aire II                                   | PH 874-453 Esquemàtic, 9 figures: zoomorfs, punts                                          | Jumella                     | 38° 32′ 45″ N, 1° 18′ 55″ O / 38.545889°N,1.315333°O | RI-51-0009612-00002 | Carregueu una nova foto d'aquest monument                                                                        |
| Abric del Canto Blanco                                   | PH 874-454 Esquemàtic, 1 figura: zoomorf                                                   | Jumella                     | 38° 26′ 32″ N, 1° 21′ 31″ O / 38.442139°N,1.358556°O | RI-51-0009613       | Carregueu una nova foto d'aquest monument                                                                        |
| Cova del Peliciego                                       | PH 874-455 Llevantí i esquemàtic, 17 figures: zoomorfs i antropomorfs                      | Jumella                     | 38° 31′ 53″ N, 1° 19′ 52″ O / 38.531417°N,1.331000°O | RI-51-0009614       | Carregueu una nova foto d'aquest monument                                                                        |
| Abric de Los Gavilanes                                   | PH 874-456 Esquemàtic, 15 figures: signes                                                  | Llorca Valdeinfierno        | 37° 48′ 05″ N, 1° 58′ 43″ O / 37.801333°N,1.978528°O | RI-51-0009616       | Carregueu una nova foto d'aquest monument                                                                        |
| Abric del Mojao                                          | PH 874-457 Llevantí i esquemàtic, 21 figures: arquers, quadrúpedes                         | Llorca Valdeinfierno        | 37° 48′ 06″ N, 1° 58′ 40″ O / 37.801750°N,1.977667°O | RI-51-0009617       | Carregueu una nova foto d'aquest monument                                                                        |
| Cova del Tío Labrador                                    | PH 874-458 Esquemàtic, 3 figures: antropomorfs, traços                                     | Llorca                      | 37° 42′ 33″ N, 1° 59′ 06″ O / 37.709250°N,1.984944°O | RI-51-0009618       | Carregueu una nova foto d'aquest monument                                                                        |
| Las Covaticas I                                          | PH 874-459 Esquemàtic, 2 figures: quadrúpede, traços                                       | Llorca                      | 37° 45′ 23″ N, 1° 58′ 13″ O / 37.756417°N,1.970361°O | RI-51-0009619-00001 | Carregueu una nova foto d'aquest monument                                                                        |
| Las Covaticas II                                         | PH 874-460 Esquemàtic, 2 figures: cruciforme, traços                                       | Llorca                      | 37° 45′ 23″ N, 1° 58′ 10″ O / 37.756472°N,1.969444°O | RI-51-0009619-00002 | Carregueu una nova foto d'aquest monument                                                                        |
| Abric de Zaén I                                          | PH 874-461 Altres, 4 figures: barres verticals                                             | Moratalla                   | 38° 14′ 14″ N, 2° 05′ 17″ O / 38.237361°N,2.088139°O | RI-51-0009623-00001 | Carregueu una nova foto d'aquest monument                                                                        |
| Abric de Zaén II                                         | PH 874-462 Altres, 1 figura: motiu circular                                                | Moratalla                   | 38° 14′ 25″ N, 2° 05′ 36″ O / 38.240250°N,2.093250°O | RI-51-0009623-00002 | Carregueu una nova foto d'aquest monument                                                                        |
| Molí del Capel I                                         | PH 874-463 Llevantí, 3 figures: antropomorfs i zoomorfs                                    | Moratalla                   | 38° 11′ 47″ N, 2° 02′ 55″ O / 38.196361°N,2.048694°O | RI-51-0009637-00001 | Carregueu una nova foto d'aquest monument                                                                        |
| Molí del Capel II                                        | PH 874-464 Llevantí, 2 figures: restes pigments                                            | Moratalla                   | 38° 11′ 47″ N, 2° 02′ 55″ O / 38.196361°N,2.048694°O | RI-51-0009637-00002 | Carregueu una nova foto d'aquest monument                                                                        |
| Abric del Sabinar                                        | PH 874-465 Esquemàtic, 3 figures: antropomorfs                                             | Moratalla                   | 38° 12′ 57″ N, 2° 11′ 05″ O / 38.215806°N,2.184833°O | RI-51-0009624       | Carregueu una nova foto d'aquest monument                                                                        |
| La Risca I                                               | PH 874-466 Llevantí i esquemàtic, 4 figures: antropomorfs, quadrúpedes                     | Moratalla                   | 38° 13′ 23″ N, 2° 01′ 12″ O / 38.223111°N,2.020056°O | RI-51-0009635-00001 | Carregueu una nova foto d'aquest monument                                                                        |
| La Risca II                                              | PH 874-467 Llevantí i esquemàtic, 50 figures: antropomorfs i zoomorfs                      | Moratalla                   | 38° 13′ 23″ N, 2° 01′ 12″ O / 38.223111°N,2.020056°O | RI-51-0009635-00002 | Carregueu una nova foto d'aquest monument                                                                        |
| La Risca III                                             | PH 874-468 Llevantí i esquemàtic, 6 figures: zoomorfs                                      | Moratalla                   | 38° 13′ 23″ N, 2° 01′ 12″ O / 38.223111°N,2.020056°O | RI-51-0009635-00003 | Carregueu una nova foto d'aquest monument                                                                        |
| Andragulla I                                             | PH 874-469 Llevantí i esquemàtic, 2 figures: traços                                        | Moratalla                   | 38° 10′ 35″ N, 2° 01′ 49″ O / 38.176306°N,2.030333°O | RI-51-0009625-00001 | Carregueu una nova foto d'aquest monument                                                                        |
| Andragulla II                                            | PH 874-470 Llevantí i esquemàtic, 3 figures: traços                                        | Moratalla                   | 38° 10′ 35″ N, 2° 01′ 49″ O / 38.176306°N,2.030333°O | RI-51-0009625-00002 | Carregueu una nova foto d'aquest monument                                                                        |
| Andragulla III                                           | PH 874-471 Llevantí i esquemàtic, 1 figura: traços                                         | Moratalla                   | 38° 10′ 35″ N, 2° 01′ 49″ O / 38.176306°N,2.030333°O | RI-51-0009625-00003 | Carregueu una nova foto d'aquest monument                                                                        |
| Andragulla IV                                            | PH 874-472 Llevantí i esquemàtic, 3 figures: caprí                                         | Moratalla                   | 38° 10′ 35″ N, 2° 01′ 49″ O / 38.176306°N,2.030333°O | RI-51-0009625-00004 | Carregueu una nova foto d'aquest monument                                                                        |
| Benizar I                                                | PH 874-473 Llevantí, 1 figura: quadrúpede                                                  | Moratalla                   | 38° 16′ 00″ N, 1° 59′ 01″ O / 38.266750°N,1.983750°O | RI-51-0009626-00001 | Carregueu una nova foto d'aquest monument                                                                        |
| Benizar II                                               | PH 874-474 Esquemàtic, 3 figures: traços                                                   | Moratalla                   | 38° 16′ 00″ N, 1° 59′ 01″ O / 38.266750°N,1.983750°O | RI-51-0009626-00002 | Carregueu una nova foto d'aquest monument                                                                        |
| Benizar III                                              | PH 874-475 Llevantí i esquemàtic, 11 figures: serpentiformes, quadrúpedes, antropomorfs    | Moratalla                   | 38° 16′ 00″ N, 1° 59′ 01″ O / 38.266750°N,1.983750°O | RI-51-0009626-00003 | Carregueu una nova foto d'aquest monument                                                                        |
| Benizar IV                                               | PH 874-476 Esquemàtic, 2 figures: circular, barra                                          | Moratalla                   | 38° 16′ 00″ N, 1° 59′ 06″ O / 38.266750°N,1.984917°O | RI-51-0009626-00004 | Carregueu una nova foto d'aquest monument                                                                        |
| Benizar V                                                | PH 874-477 Esquemàtic, 3 figures: soliforme, punts, barra                                  | Moratalla                   | 38° 16′ 00″ N, 1° 59′ 06″ O / 38.266750°N,1.984917°O | RI-51-0009626-00005 | Carregueu una nova foto d'aquest monument                                                                        |
| Cañaica del Calar I                                      | PH 874-478 Esquemàtic, 2 figures: antropomorf (oreneta)                                    | Moratalla                   | 38° 11′ 11″ N, 2° 11′ 05″ O / 38.186250°N,2.184694°O | RI-51-0009627-00001 | Carregueu una nova foto d'aquest monument                                                                        |
| Cañaica del Calar II                                     | PH 874-479 Llevantí, 26 figures: caça                                                      | Moratalla                   | 38° 11′ 11″ N, 2° 11′ 05″ O / 38.186250°N,2.184694°O | RI-51-0009627-00002 | Cañaica del Calar II (Moratalla) · Vegeu més fotos d'aquest monument · Carregueu una nova foto d'aquest monument |
| Cañaica del Calar III                                    | PH 874-480 Esquemàtic, 12 figures: traços                                                  | Moratalla                   | 38° 11′ 11″ N, 2° 11′ 05″ O / 38.186250°N,2.184694°O | RI-51-0009627-00003 | Carregueu una nova foto d'aquest monument                                                                        |
| Cova de Los Cascarones                                   | PH 874-481 Altres, 8 figures: cruciformes, barres                                          | Moratalla                   | 38° 15′ 15″ N, 2° 01′ 30″ O / 38.254028°N,2.025083°O | RI-51-0009628       | Carregueu una nova foto d'aquest monument                                                                        |
| Cova del Esquilo                                         | PH 874-482 Altres, 1 figura: punts                                                         | Moratalla                   | 38° 14′ 24″ N, 2° 04′ 00″ O / 38.239889°N,2.066528°O | RI-51-0009629       | Carregueu una nova foto d'aquest monument                                                                        |
| Fuensanta I                                              | PH 874-483 Llevantí, 5 figures: arquer i traç vertical                                     | Moratalla                   | 38° 14′ 49″ N, 2° 05′ 38″ O / 38.246917°N,2.093750°O | RI-51-0009631-00001 | Carregueu una nova foto d'aquest monument                                                                        |
| Fuensanta III                                            | PH 874-484 Llevantí, 5 figures: antropomorfs                                               | Moratalla                   | 38° 14′ 49″ N, 2° 05′ 38″ O / 38.246917°N,2.093750°O | RI-51-0009631-00003 | Carregueu una nova foto d'aquest monument                                                                        |
| Fuensanta II, Font del Buitre                            | PH 874-485 Llevantí, 3 figures: antropomorfs i quadrúpedes                                 | Moratalla                   | 38° 09′ 18″ N, 2° 06′ 02″ O / 38.155056°N,2.100583°O | RI-51-0009631-00002 | Carregueu una nova foto d'aquest monument                                                                        |
| Fuente del Sabuco I                                      | PH 874-486 Llevantí, 14 figures: antropomorfs i quadrúpedes                                | Moratalla                   | 38° 11′ 13″ N, 2° 11′ 27″ O / 38.186833°N,2.190972°O | RI-51-0009632-00001 | Carregueu una nova foto d'aquest monument                                                                        |
| Fuente del Sabuco II                                     | PH 874-487 Llevantí, 61 figures: antropomorfs i quadrúpedes                                | Moratalla                   | 38° 11′ 13″ N, 2° 11′ 27″ O / 38.186833°N,2.190972°O | RI-51-0009632-00002 | Carregueu una nova foto d'aquest monument                                                                        |
| Fuente Serrano I                                         | PH 874-488 Esquemàtic, 2 figures: barra i punts                                            | Moratalla                   | 38° 09′ 18″ N, 2° 13′ 10″ O / 38.155000°N,2.219306°O | RI-51-0009633-00001 | Carregueu una nova foto d'aquest monument                                                                        |
| Fuente Serrano II                                        | PH 874-489 Esquemàtic, 3 figures: barres                                                   | Moratalla                   | 38° 09′ 18″ N, 2° 13′ 10″ O / 38.155000°N,2.219306°O | RI-51-0009633-00002 | Carregueu una nova foto d'aquest monument                                                                        |
| Abric de la Fuente                                       | PH 874-490 Esquemàtic, 2 figures: traços                                                   | Moratalla                   | 38° 02′ 58″ N, 2° 16′ 14″ O / 38.049333°N,2.270444°O | RI-51-0009621       | Carregueu una nova foto d'aquest monument                                                                        |
| Hondares                                                 | PH 874-491 Altres, 6 figures: cruciforme, barres                                           | Moratalla                   | 38° 14′ 27″ N, 2° 00′ 38″ O / 38.240833°N,2.010417°O | RI-51-0009634       | Carregueu una nova foto d'aquest monument                                                                        |
| Las Cazuelas                                             | PH 874-492 Llevantí, 9 figures: antropomorfs                                               | Moratalla                   | 38° 09′ 19″ N, 2° 00′ 05″ O / 38.155139°N,2.001278°O | RI-51-0009636       | Carregueu una nova foto d'aquest monument                                                                        |
| Abric del Milano                                         | PH 874-493 Llevantí i esquemàtic, 30 figures: antropomorfs, zoomorfs, signes               | Mula                        | 38° 02′ 25″ N, 1° 36′ 26″ O / 38.040278°N,1.607139°O | RI-51-0009638       | Carregueu una nova foto d'aquest monument                                                                        |
| Cejo Cortado I                                           | PH 874-494 Esquemàtic, 20 figures: reticulars, antropomorfs, zoomorfs                      | Mula                        | 38° 05′ 57″ N, 1° 27′ 30″ O / 38.099222°N,1.458444°O | RI-51-0009639-00001 | Carregueu una nova foto d'aquest monument                                                                        |
| Cejo Cortado II                                          | PH 874-495 Esquemàtic, 3 figures: zoomorfs, barres                                         | Mula                        | 38° 05′ 57″ N, 1° 27′ 30″ O / 38.099222°N,1.458444°O | RI-51-0009639-00002 | Carregueu una nova foto d'aquest monument                                                                        |
| Cova de la Plata                                         | PH 874-496 Esquemàtic, 3 figures: traços                                                   | Totana Sierra Espuña        | 37° 51′ 43″ N, 1° 36′ 43″ O / 37.861889°N,1.611917°O | RI-51-0009003       | Cova de la Plata (Totana) · Carregueu una nova foto d'aquest monument                                            |
| Abric del Mediodía I                                     | PH 874-497 Esquemàtic, 36 figures: antropomorfs, zoomorfs                                  | Iecla Monte Arabí           | 38° 41′ 48″ N, 1° 16′ 39″ O / 38.696667°N,1.277556°O | RI-51-0009564-00001 | Abric del Mediodía I (Iecla) · Modifica el valor a Wikidata · Carregueu una nova foto d'aquest monument          |
| Cantos de la Visera I                                    | PH 874-498 Llevantí i esquemàtic, 27 figures: zoomorfs                                     | Iecla Monte Arabí           | 38° 42′ 05″ N, 1° 16′ 38″ O / 38.701500°N,1.277306°O | RI-51-0000286-00001 | Carregueu una nova foto d'aquest monument                                                                        |
| Cantos de la Visera II                                   | PH 874-499 Llevantí i esquemàtic, 61 figures: zoomorfs                                     | Iecla Monte Arabí           | 38° 42′ 05″ N, 1° 16′ 38″ O / 38.701500°N,1.277306°O | RI-51-0000286-00002 | Carregueu una nova foto d'aquest monument                                                                        |
| Abric de la Ventana I                                    | PH 874-500 Esquemàtic, 28 figures: cruciformes                                             | Moratalla Calar de la Santa | 38° 10′ 48″ N, 2° 10′ 28″ O / 38.179917°N,2.174500°O | RI-51-0009622-00001 | Carregueu una nova foto d'aquest monument                                                                        |
| Abric de La Esperilla                                    | PH 874-501 Esquemàtic, 2 figures: traços informes                                          | Llorca                      | 37° 45′ 09″ N, 1° 58′ 42″ O / 37.752611°N,1.978361°O | RI-51-0009615       | Carregueu una nova foto d'aquest monument                                                                        |
| Los Paradores                                            | PH 874-502 Esquemàtic, 2 figures: antropomorfs                                             | Llorca                      | 37° 46′ 10″ N, 1° 57′ 40″ O / 37.769500°N,1.961083°O | RI-51-0009620       | Carregueu una nova foto d'aquest monument                                                                        |